# Non è l’inferno
Non è l’inferno – singel Emmy Marrone, wydany 15 lutego 2012, pochodzący z reedycji albumu Sarò libera.
Kompozycja wygrała Festiwal Piosenki Włoskiej 2012 w San Remo.

## Autorstwo
Utwór napisali i skomponowali Enrico Palmosi, Luca Sala i Francesco Silvestre.
Tekst „Non è l’inferno” opowiada o trudnej sytuacji gospodarczej i społecznej we Włoszech, ale ogólne przesłanie piosenki jest optymistyczne.

## Historia wydania
Utwór został wydany jako singel 15 lutego 2012 przez wytwórnię Universal Music. Tego samego dnia odbyła się również jego premiera radiowa.
Piosenka znalazła się na reedycji albumu Sarò libera w dwóch wersjach, podstawowej i nagranej przez Emmę Marrone w duecie z Alessandrą Amoroso. Ponadto kompozycja została umieszczona na albumie kompilacyjnym Sanremo 2012.

## Teledysk
Teledysk do utworu wyreżyserował Marco Salom, a za produkcję odpowiadała firma Angel Film. Klip został udostępniony na oficjalnym kanale Emmy na YouTube 15 lutego 2012.

## Sukces komercyjny
Singel znalazł się na 1. miejscu na oficjalnej włoskiej liście sprzedaży. Już w pierwszych tygodniach od wydania przyznano mu platynowy certyfikat za sprzedaż w ponad 30 tysiącach kopii we Włoszech. W październiku 2012 piosenka osiągnęła status multiplatyny za sprzedaż w nakładzie przekraczającym 60 tysięcy sztuk. W klasyfikacji rocznej utwór uplasował się na 19. miejscu najlepiej sprzedających się singli we Włoszech w 2012 roku. Kompozycja była także notowana na 19. miejscu na liście sprzedaży w Szwajcarii.

## Notowania
| Kraj       | Lista (2012)   | Najwyższa pozycja | Certyfikat   | Sprzedaż |
| ---------- | -------------- | ----------------- | ------------ | -------- |
| Szwajcaria | Singles Top 75 | 19                |              |          |
| Włochy     | Top 10 Singles | 1                 | multiplatyna | 60 000+  |

| Kraj   | Lista (2012) | Pozycja |
| ------ | ------------ | ------- |
| Włochy | FIMI         | 19      |

## Wydanie na albumach
| Album                         | Data           | Wytwórnia       | Format               | Nr utworu | Źródło |
| ----------------------------- | -------------- | --------------- | -------------------- | --------- | ------ |
| Sarò libera (Sanremo Edition) | 15 lutego 2012 | Universal Music | CD, digital download | 1         | [ 16 ] |
| Sanremo 2012                  | 15 lutego 2012 | Universal Music | CD, digital download | 2         | [ 17 ] |